# FSG Twist
Die FSG Twist ist eine deutsche Spielgemeinschaft für Frauenfußballmannschaften mit Sitz in der niedersächsischen Gemeinde Twist innerhalb des Landkreis Emsland. Ihre Mitglieder sind der SV Germania Twist und der SV Grenzland Twist. Die erste Mannschaft spielte von 2004 bis 2008 in der drittklassigen Regionalliga Nord.

## Geschichte
Die FSG wurde im Jahr 1986 gegründet. Die erste Mannschaft spielte seit der Saison 2001/02 in der Niedersachsenliga West und erreicht mit der Meisterschaft in der Spielzeit 2003/04 den Aufstieg in der drittklassigen Regionalliga Nord. Nach der Spielzeit 2007/08 reichte es nicht mehr für den Klassenerhalt und die Mannschaft stieg in die Oberliga Niedersachsen West ab. Nach der Saison 2013/14 hätte das Team  mit nur neun Punkten als Letzter sportlich aus dieser Spielklasse absteigen müssen. Weil der Piesberger SV seine Mannschaft zurückzog, verblieb die Mannschaft in der Oberliga bis zum Ende der Spielrunde 2018/19, wo erneut der letzte Tabellenplatz zum Abstieg in dei Landesliga Weser-Ems zwang. 
Aufgrund der COVID-19-Pandemie konnte über die beiden nächsten Spielzeiten keine komplette Saison absolviert werden. Als der Spielbetrieb mit der Spielrunde 2022/23 wieder richtig betrieben werden konnte, folgte mit sechs Punkten als Schlusslicht der Tabelle erneut ein Abstieg. Seit der Saison 2023/24 spielt die Mannschaft in der Bezirksliga Weser-Ems Süd.

## Bekannte Persönlichkeiten
- Tommy Stroot (* 1988), in der Jugend Co-Trainer und später Cheftrainer bei Twente Enschede sowie dem VfL Wolfsburg